# Say Chhum
Samdech Say Chhum (5 febbraio 1945) è un politico cambogiano, presidente del Senato dal 2015 al 2024.

## Carriera politica
Nato nel 1945 nell'allora Indocina francese, negli anni 60 lavora come insegnante, inizia a ricoprire diversi ruoli nel Partito Popolare Cambogiano dopo la fine del regime dei khmer rossi.
Dal 1986 al 1993 svolge il ruolo di Ministro dell'Agricoltura e vice presidente del consiglio dei ministri durante il periodo della Repubblica Popolare di Kampuchea. Nel 1993, a seguito della trasformazione della Cambogia in una monarchia costituzionale, viene eletto deputato dell'Assemblea Nazionale per la provincia di Kampong Speu.
Nel 2012 è designato alla vicepresidenza del Senato, successivamente nel 2015 viene eletto presidente dai membri dell'assemblea a seguito della scomparsa del suo predecessore Chea Sim. La carica viene confermata anche per la legislatura successiva, la quarta, iniziata nel 2018.
Nel 2015 viene nominato anche vice presidente del Partito Popolare Cambogiano, carica che si somma alla sua precedente nomina a Segretario Generale del partito.
In qualità di presidente del senato ha assunto, come previsto dalla costituzione, la funzione di capo di stato ad interim durante i periodi di assenza dal paese del re Norodom Sihamoni. Questa evenienza si è verificata in diverse circostanze soprattutto in occasione della promulgazione di alcune leggi ritenute impopolari come ad esempio gli emendamenti alla legge sui partiti politici del 2017 che hanno portato allo scioglimento del principale partito di opposizione o l'introduzione del reato di lesa maestà nel 2018. Nell'aprile del 2020, a seguito della partenza del re verso la Cina per motivi di salute, ha nuovamente assunto le funzioni del monarca per approvare l'entrata in vigore della legge che ha proclamato lo stato di emergenza nel paese in relazione alla pandemia di COVID-19, suscitando numerose polemiche.
Say Chhum è il proprietario e direttore di Rasmei Kampuchea, un quotidiano a diffusione nazionale, ed anche l'intestatario delle licenze di trasmissione dell'emittente televisiva Apsara TV e delle emittenti radiofoniche Apsara Radio e Seila Angkor.